# Kritik der praktischen Vernunft

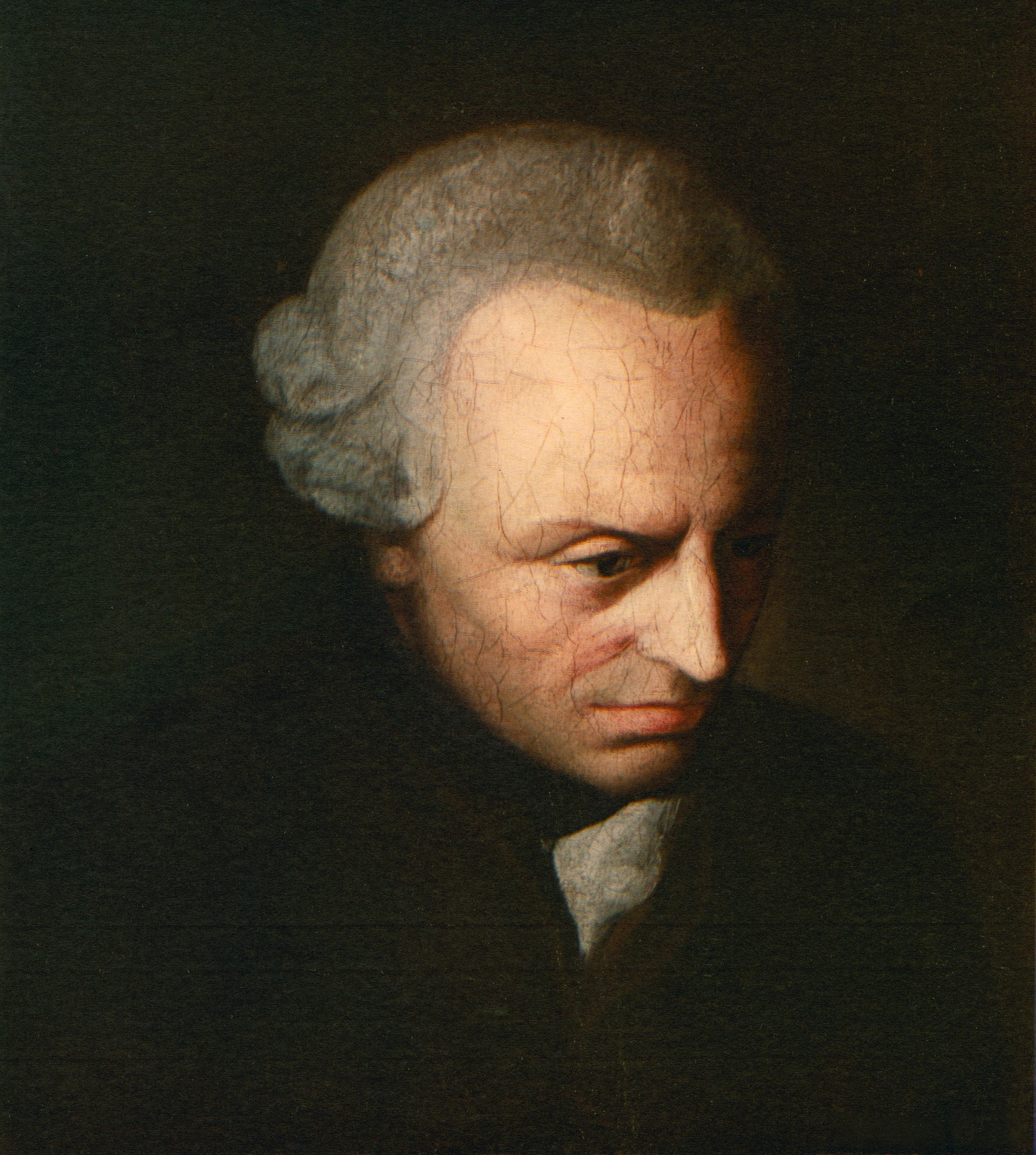
Immanuel Kant

Kritik der praktischen Vernunft is het tweede hoofdwerk van Immanuel Kant. Het boek, verschenen in 1788, behandelt zijn moraalfilosofie en ethiek. Het wordt ook wel aangeduid als de "tweede kritiek" (naast de Kritik der reinen Vernunft en de Kritik der Urteilskraft) en het geldt tot op heden als een van de belangrijkste werken over de praktische filosofie.

## Het categorisch imperatief
Kant maakt een onderscheid tussen maximes en imperatieven. De eerste zijn persoonlijke gedragsregels, volgens dewelke een bepaald individu feitelijk handelt. De tweede zijn gedragsregels waaraan mensen zich zouden moeten houden en die gelden voor elk menselijk wezen. De imperatieven kan men op hun beurt weer onderverdelen in hypothetische (iets wordt noodzakelijk geacht als middel voor iets anders) en categorische (gelden onvoorwaardelijk). Aangezien volgens Kant een morele wet moet kunnen gelden voor alle mensen, altijd en overal, kan hij dus niet conditioneel gebonden zijn aan voorwaarden. Een morele wet zal daarom de vorm hebben van een categorische imperatief. De leer van de categorische imperatief belichaamt als kenmerk van de moraliteit de strikte veralgemeniseerbaarheid van persoonlijke handelingsprincipes (grondstelling).
De geldingskracht van de morele plicht staat voor Kant buiten kijf, maar hij wil nagaan waaraan deze plicht haar dwingende karakter ontleent. Hoe is een categorisch imperatief mogelijk? Kant stelt drie formuleringen van het categorisch imperatief op: 
1. Handel enkel volgens de gedragsregels waarvan je kan willen dat zij een algemene wet zouden zijn
2. Handel zo dat je de mensheid, zowel in je eigen persoon als in de persoon van ieder ander, nooit als louter middel benadert, maar steeds ook als doel
3. Handel volgens zodanige gedragsregels, dat uw wil zichzelf tegelijk als algemeen-wetgevend kan beschouwen.

Met deze derde formulering komt Kants visie op moraal en haar analogie met zijn visie op de kennis scherp naar voor. Kant leidt de principes van de moraal direct af uit de menselijke rede, in plaats van uit een goddelijk voorschrift. De mens is als redelijk wezen vrij, en kan naar de principes van de rede handelen. Deze vaardigheid kan het instinctmatig en lustgeleide handelen evenzo overwinnen, als het handelen uit pragmatische of tactische motieven.

## Afleiding van de zeden
De principes van de praktische rede (praktische Vernunft) zijn hetzij subjectieve grondstellingen, die voor de eigen wil geldigheid vereisen, of objectieve wetten, die voor iedere redelijke wil maatgevend zijn. Bepaalt de rede zelf volledig de wil, dan is het daaruit voortvloeiende objectief noodzakelijke principe een categorische imperatief.
Subjectieve wilsdoelen van het vermogen tot begeren hebben een empirisch karakter, want hun ontstaansreden is de gezochte verhouding tot het thema van de werkelijkheid. Naar de maatstaf van deze wilsdoelen is het niet mogelijk, een voor ieder geldige verplichting in de vorm van een algemene wet op te stellen. Praktische algemeen geldende wetten van de zuivere rede, wier objectieve noodzakelijkheid a priori vastgesteld wordt, kunnen daardoor alleen op een enkel formeel wilsdoel betrekking hebben. De zuivere rede vereist de van alle causaliteit vrije wil, om zich aan een algemene wet, de zeden, te 
verplichten.
De loutere vorm van de algemene wet bepaalt de vrije autonome wil van de zuivere rede.
De mens heeft als autonoom redelijk wezen de vaardigheid van directe kennis van zijn wil, en verheft zich in de praktische rede boven zijn empirisch karakter en zijn afhankelijkheid van de buitenwereld. Hij is vrij in zijn handelen volgens zedelijke regels.

## Nederlandse vertaling
- Kritiek van de praktische rede, ten geleide, vertaling en annotaties Jabik Veenbaas en Willem Visser, 2006. ISBN 9789085061304

## Tekst
- Engelse vertaling van "Kritik der praktischen Vernunft" (Critique of Practical Reason) in WikiSource